# نیویورک قدیمی کوچک (فیلم ۱۹۴۰)
نیویورک قدیمی کوچک (انگلیسی: Little Old New York) یک فیلم سیاه‌وسفید در ژانر درام تاریخی به کارگردانی هنری کینگ محصول سال ۱۹۴۰ کشور ایالات متحده آمریکا است.

## بازیگران
- آلیس فی در نقش Pat O'Day
- فرد مک‌موری در نقش Charles Browne
- ریچارد گرین در نقش Robert Fulton
- برندا جویس (هنرپیشه) در نقش Harriet Livingstone
- اندی دیواین در نقش the Commodore
- هنری استیونسون در نقش Chancellor Robert L. Livingstone
- فریتس فلد در نقش Pearl Street tavern keeper
- وارد باند در نقش Ragen
- ویرجینیا بریساک در نقش Mrs. Rudolph Brevoort